# Юнус Эмре

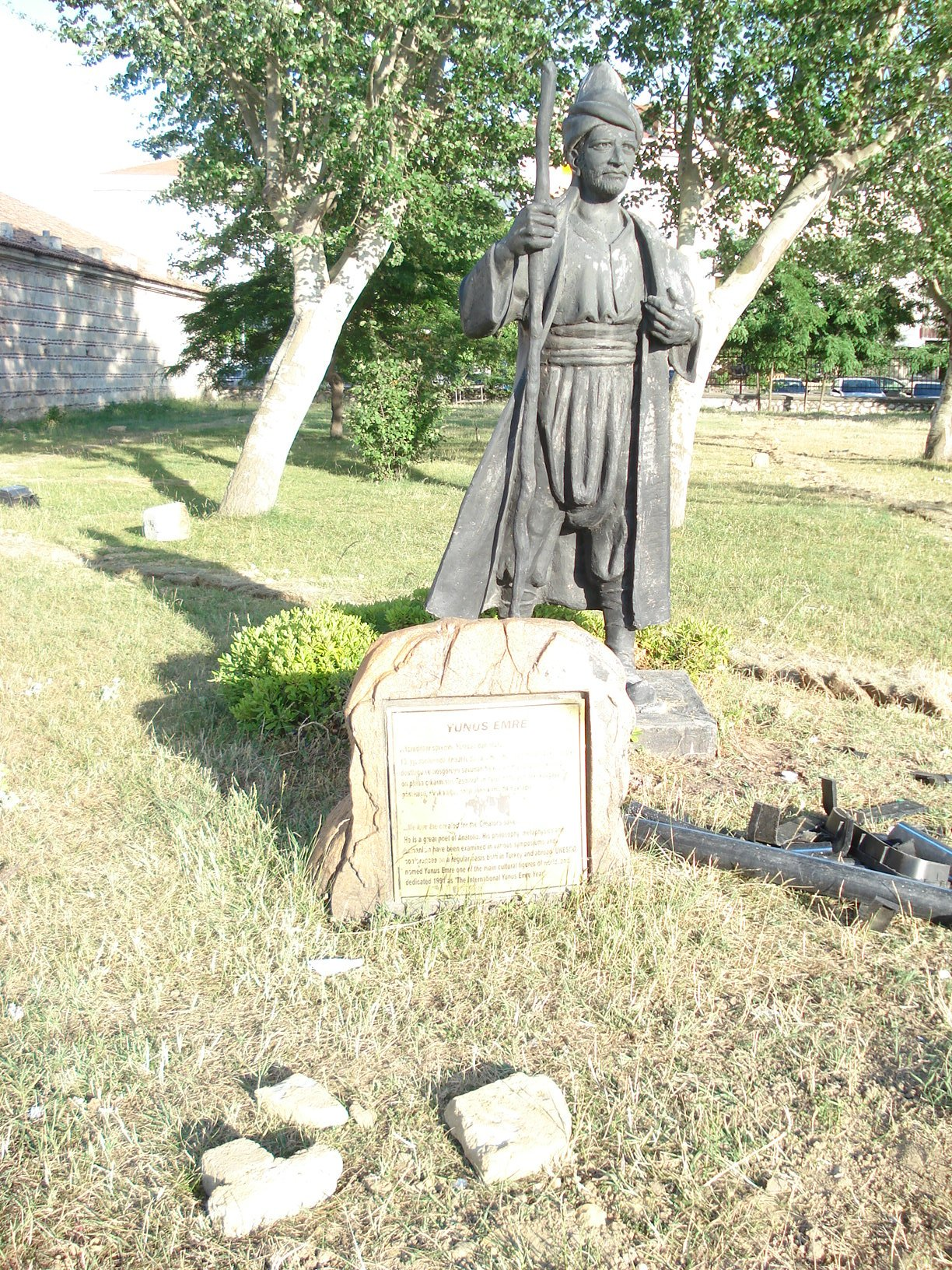
Статуя Юнуса Эмре в Бююкчекмедже

Юнус Эмре (тур. Yunus Emre, 1240?—1321?) — турецкий поэт, последователь суфизма. Оказал огромное влияние на турецкую литературу.
Считается основоположником турецкого стихосложения. Самые запоминающиеся строки — «Sevelim ve sevilelim», что в переводе с турецкого означает «Давайте любить и быть любимыми».
Наряду с Ахмедом Яссави и Султаном Веледом впервые стал употреблять разговорный тюркский (а не арабский или персидский) в стихосложении.
Фигура Юнуса Эмре окутана легендами. Он был странствующим певцом, дервишем. Родился в поселке Сарикёй близ Эскишехира, был мюридом у известного суфийского шейха, всю свою жизнь провел в странствиях. «Я обошел Рум (Малую Азию) и Сирию, а также все верхние страны», — рассказывает Эмре в одной из своих песен.
Недалеко от города Кулы имеется мавзолей Юнуса Эмре.
Ораторию на слова Юнуса Эмре (1946) написал Ахмед Аднан Сайгун.

## Творчество
Одна из самых ярких фигур в истории турецкой литературы. О жизни Юнуса Эмре известно немного. Его поэтическое наследие дошло лишь в поздних записях, датируемых примерно XV—XVI веками. Эти записи затем стали основой для создания дивана поэта. Достоверность стихов, вошедших в этот диван, нельзя отрицать: попытки устной передачи неизбежно должны были вызвать отклонения от первоначального текста; возможно также, что вместе со стихами Юнуса Эмре здесь помещена и поэзия других авторов.
Доминирующие темы его произведений — путешествия, чужбина, тоска по родине. Он говорил о себе, что никогда не брал в руки пера и не читал ни одной книги, кроме книги своего сердца.

## Память
В 2014 году вышел фильм «Юнус Эмре — Голос любви» (тур. Yunus Emre — Aşkın Sesi).
16 октября 2022 года в парке «Ататюрк» в Астане установлен памятник Юнусу Эмре.